# Proscovia Margaret Njuki
Proscovia Margaret Njuki là một kỹ sư điện và công chức người Uganda. Bắt đầu từ ngày 24 tháng 11 năm 2016, bà là chủ tịch hội đồng quản trị của Công ty TNHH Phát điện (UEGCL). Bà đã thay thế Stephen Isabalija, người được bổ nhiệm làm thư ký thường trực tại Bộ Phát triển Năng lượng và Khoáng sản ở Uganda.

## Bối cảnh và giáo dục
Bà sinh ngày 25 tháng 6 năm 1951 tại Reverend and Mrs. Benoni Kaggwa-Lwanga. Bà học tại trường trung học Gayaza cho giáo dục O-Level và A-Level. Sau đó bà học tại Đại học Nairobi, tốt nghiệp Cử nhân Khoa học về kỹ thuật điện vào năm 1974, nữ giới đầu tiên ở Ugandan tốt nghiệp kỹ sư.

## Nghề nghiệp
Sau khi tốt nghiệp từ Nairobi, bà trở về Uganda và bắt đầu làm kỹ sư viễn thông tại đài truyền hình quốc gia lúc đó, Đài truyền hình Uganda (UTV). Bà vươn lên qua các cương vị và năm 1994, được bổ nhiệm làm người đứng đầu các dịch vụ kỹ thuật của UTV. Năm 1995, bà được bổ nhiệm làm Ủy viên UTV. Trước khi đảm nhận chức chủ tịch tại UEGCL, bà từng là thành viên của cơ quan đó, do Tiến sĩ Stephen Isabalija chủ trì.

## Các trách nhiệm khác
Njuki là thành viên sáng lập của Hiệp hội Kỹ sư, Kỹ thuật viên và Nhà khoa học Phụ nữ ở Uganda, kể từ năm 1989. Bà cũng là thành viên của Viện Kỹ sư chuyên nghiệp ở Uganda và phục vụ trong hội đồng điều hành từ năm 1990 đến năm 1993.

## Cá nhân
Năm 1977, bà kết hôn với Samwiri HK Nnjuki và họ là cha mẹ của hai cô con gái và một cậu con trai.